# Łąka trzęślicowa
Łąka trzęślicowa – typ zmiennowilgotnej łąki w znacznej mierze budowanej przez trzęślicę modrą.
W syntaksonomii odpowiada zbiorowisku roślinnemu w randze związku – Molinion caeruleae, a w typologii systemu Natura 2000 siedlisku przyrodniczemu 6410 – zmiennowilgotne łąki trzęślicowe (Molinion).

## Charakterystyka

### Siedlisko
Łąki trzęślicowe zajmują różnorodne siedliska, zwykle jednak mniej lub bardziej wilgotne. W odróżnieniu od podobnych siedlisk łąk i szuwarów bagiennych, poziom wody gruntowej zwykle jest zmienny w ciągu roku i latem może dochodzić do podsuszenia górnych warstw. Czasem łąki trzęślicowe wykształcają się jako zbiorowiska okrajkowe dla stale zabagnionych torfowisk lub zajmują śródleśne polany. Często sąsiadują z innymi typami łąk, np. selernicowymi, ostrożeniowymi lub kaczeńcowymi.
W odróżnieniu od łąk łęgowych zwykle nie są blisko związane z wodami płynącymi. Mogą porastać zarówno siedliska kwaśne, oligotroficzne, jak i zasadowe, eutroficzne.

### Geneza
Łąki trzęślicowe mają charakter półnaturalny. Część łąk trzęślicowych powstała w wyniku osuszenia mokradeł.
Są łąkami użytkowanymi ekstensywnie, koszonymi raz w roku, tj. jednokośnymi (czasem nawet koszonymi co 2–3 lata, a nawet rzadziej). Pokosy mają najczęściej miejsce dopiero jesienią, dzięki czemu mogą utrzymać się gatunki kwitnące późno. Zebrane z nich siano ma niską jakość paszową i najczęściej stosowane było jako ściółka.
Sezonowa zmienność warunków również sprawia, że mogą obok siebie występować gatunki bagienne i sucholubne, struktura zbiorowiska jest wielowarstwowa, a bogactwo gatunkowe znaczne. Tradycyjne techniki koszenia zostawiają dość wysoko wystające części nadziemne, powyżej zwartych części kęp trzęślicy, pozwalając przetrwać niskim roślinom nieznoszącym koszenia, a także nierównościom terenu, w tym mrowiskom. Są jednak wystarczające, by eliminować bardziej wrażliwe gatunki porastające ugory i tworzące zakrzaczenia.
Umiarkowana żyzność utrudnia też monopolizację zasobów przez najbardziej ekspansywne gatunki traw stosowanych w intensywnym łąkarstwie, które wypierają konkurencyjnie bardziej światłożądne gatunki.

### Występowanie
W Polsce niegdyś pospolite na terenie całego kraju z wyjątkiem gór i niektórych obszarów na północy. Obecnie w zaniku.

### Charakterystyczna kombinacja gatunków

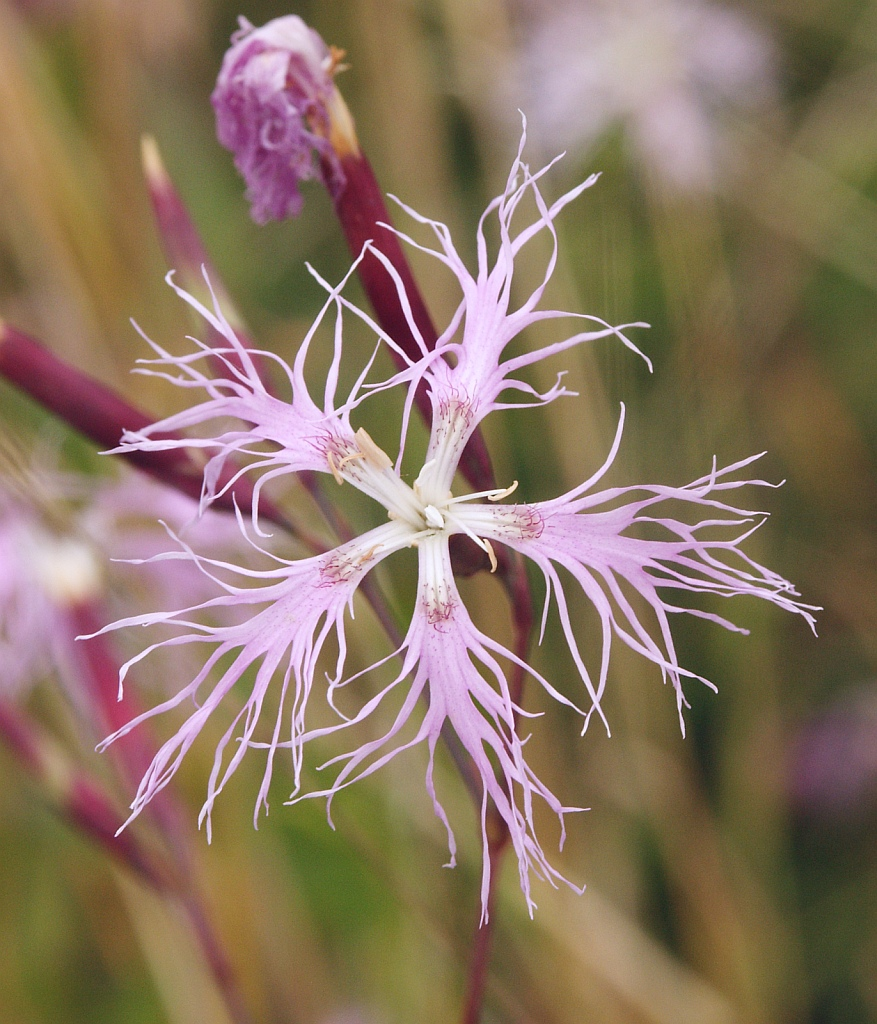
Goździk pyszny

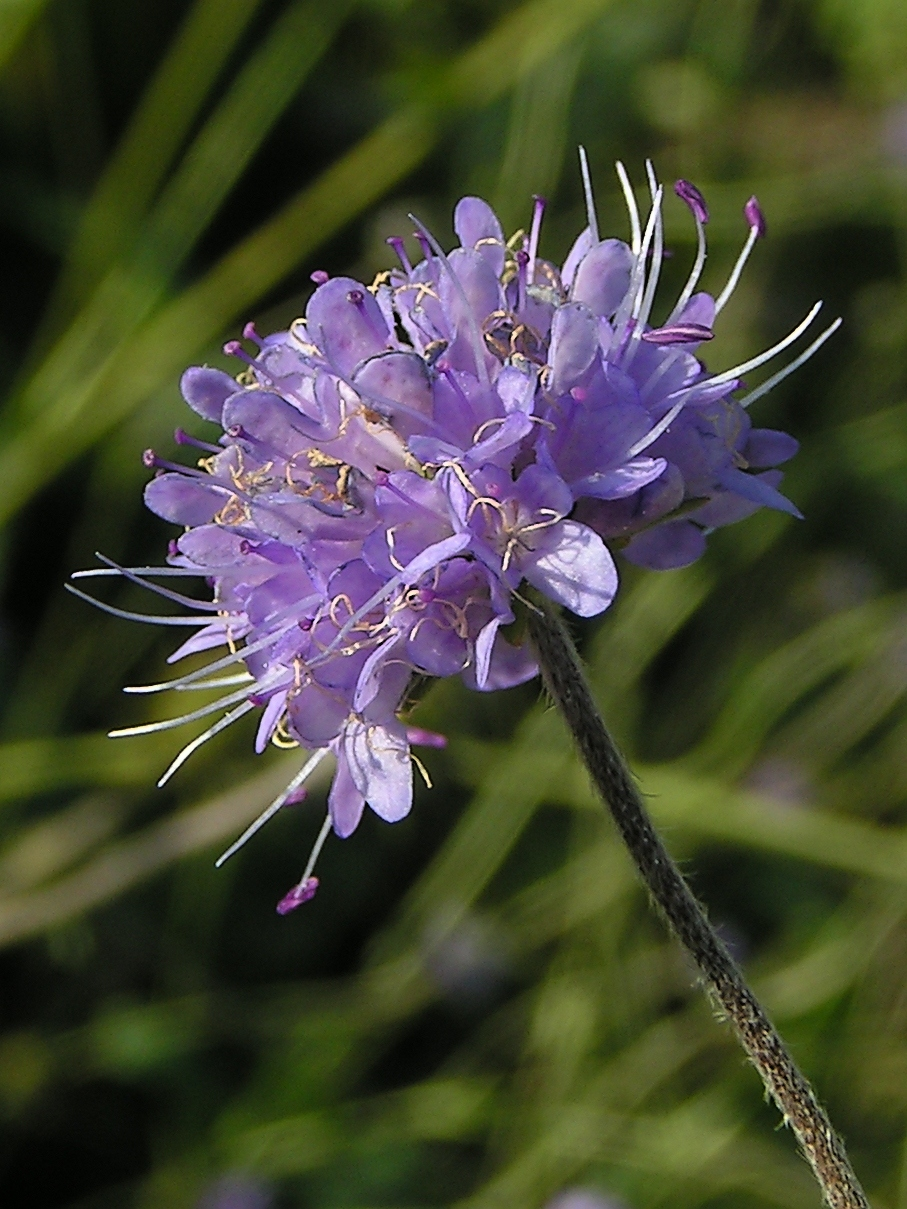
Czarcikęs łąkowy

ChAll. : bukwica zwyczajna (Betonica officinalis), turzyca filcowata (Carex tomentosa), goździk pyszny (Dianthus superbus ssp. superbus), przytulia północna (Galium boreale), goryczka wąskolistna (Gentiana pneumonanthe), mieczyk dachówkowaty (Gladiolus imbricatus), oman wierzbolistny (Inula salicina), kosaciec syberyjski (Iris sibirica), okrzyn łąkowy (Laserpitium prutenicum), trzęślica modra (Molinia caerulea), nasięźrzał pospolity (Ophioglossum vulgatum), olszewnik kminkolistny (Selinum carvifolia), koniopłoch łąkowy (Silaum silaus), czarcikęs łąkowy (Succisa pratensis), komonica skrzydlatostrąkowa (Lotus maritimus, syn. Tetragonolobus maritimus);
DAll. : drżączka średnia (Briza media), złocieniec gwiazdkowaty (Campylium stellatum), turzyca żółta (Carex flava), turzyca prosowata (Carex panicea), skrzydlik paprociowaty (Fissidens adianthoides), goryczuszka gorzkawa (Gentianella amarella), goryczuszka błotna (Gentianella uliginosa), len przeczyszczający (Linum catharticum), dziewięciornik błotny (Parnassia palustris), biedrzeniec mniejszy (Pimpinella saxifraga s.l.), pięciornik kurze ziele (Potentilla erecta), wierzba rokita (Salix rosmarinifolia);
ChO. : krwawnik kichawiec (Achillea ptarmica), dzięgiel leśny (Angelica sylvestris), turzyca Hartmana (Carex hartmanii), ostrożeń błotny (Cirsium palustre), drabik drzewkowaty (Climacium dendroides), zimowit jesienny (Colchicum autumnale), śmiałek darniowy (Deschampsia caespitosa), skrzyp błotny (Equisetum palustre), przytulia bagienna (Galium uliginosum), komonica błotna (Lotus uliginosus), firletka poszarpana (Lychnis flos-cuculi), starodub łąkowy (Ostericum palustre), szelężnik większy (Rhinanthus angustifolius ssp. angustifolius), krwiściąg lekarski (Sanguisorba officinalis), sierpik barwierski (Serratula tinctoria), mniszek błotny (Taraxacum palustre), pełnik europejski (Trollius europaeus);
ChCl. : mietlica olbrzymia (Agrostis gigantea), wyczyniec łąkowy (Alopecurus pratensis), owsica omszona (Avenula pubescens), rzeżucha łąkowa (Cardamine pratensis), chaber łąkowy (Centaurea jacea), rogownica pospolita (Cerastium holosteoides), świetlik łąkowy (Euphrasia rostkoviana), kostrzewa łąkowa (Festuca pratensis), kostrzewa czerwona (Festuca rubra agg.), kłosówka wełnista (Holcus lanatus), groszek żółty (Lathyrus pratensis), brodawnik zwyczajny (Leontodon hispidus), tymotka łąkowa (Phleum pratense ssp. pratense), babka lancetowata (Plantago lanceolata), wiechlina łąkowa (Poa pratensis), wiechlina zwyczajna (Poa trivialis), głowienka pospolita (Prunella vulgaris), jaskier ostry (Ranunculus acris ssp. acris), szelężnik większy (Rhinanthus angustifolius ssp. grandiflorus), szelężnik mniejszy (Rhinanthus minor), szczaw zwyczajny (Rumex acetosa), koniczyna łąkowa (Trifolium pratense), wyka ptasia (Vicia cracca).

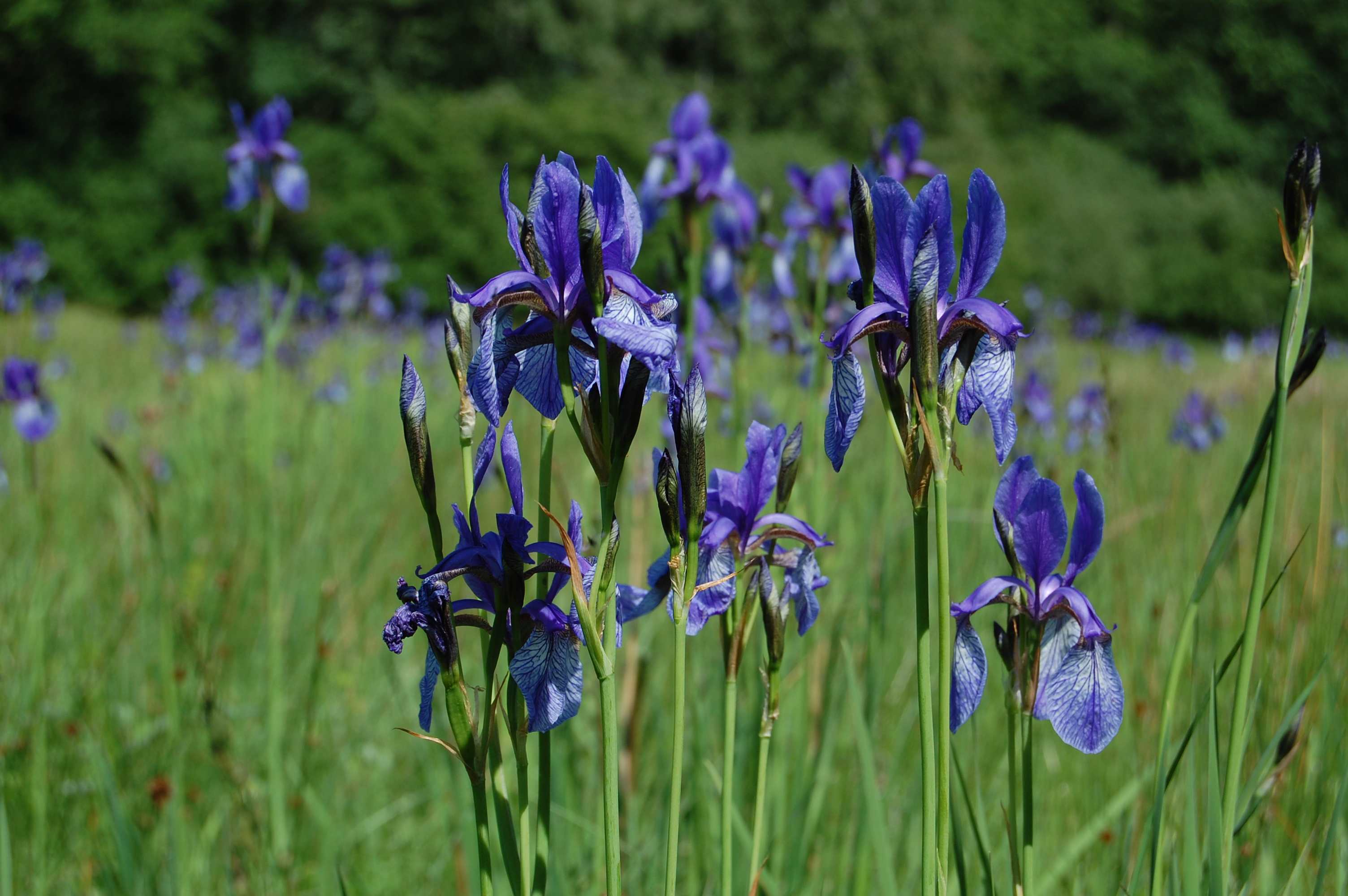
Kosaciec syberyjski wykazuje duże przywiązanie do płatów łąk trzęślicowych

Charakterystyczna kombinacja gatunków zbiorowiska ma znaczenie dla diagnostyki syntaksonomicznej, jednak nie wszystkie składające się na nią gatunki występują często. Część gatunków charakterystycznych dla rzędu lub klasy jest częściej spotykana w innych typach łąk, a czasem ich większy udział jest wręcz uważany za przejaw degeneracji zbiorowiska. Dotyczy to np. śmiałka darniowego, ale nawet zbyt silne zadarnianie przez trzęślicę modrą jest uznawane za zagrożenie dla typowej fizjonomii zbiorowiska.
Trzęślica modra, od której ten typ łąk przyjął nazwę, nie jest najlepszym wskaźnikiem tego typu, gdyż występuje także w innych zbiorowiskach roślinnych, np. w wilgotnych lasach liściastych i iglastych.

### Podkategorie syntaksonomiczne
W skład związku Molinion wchodzą następujące zespoły roślinne występujące w Polsce:
- łąka olszewnikowo-trzęślicowa Selino carvifoliae-Molinietum (syn. Molinietum caeruleae, Molinietum medioeuropaeum)
- łąka sitowo-trzęślicowa Junco-Molinietum

Łąki olszewnikowo-trzęślicowe zajmują siedliska bardziej żyzne (zwłaszcza zasobniejsze w wapń), mniej podmokłe. Są bogatsze florystycznie. Łąki sitowo-trzęślicowe są bliższe ubogim łąkom bagiennym.

## Zagrożenia i ochrona

### Zagrożenia
Jak wiele zbiorowisk półnaturalnych, łąki trzęślicowe istnieją dzięki umiarkowanej działalności gospodarczej człowieka. Zarówno jej intensyfikacja, jak i zaniechanie prowadzi do ich przekształcenia i zaniku. Również zmiany stosunków wodnych (osuszenie lub wtórne zabagnienie) mogą prowadzić do przekształcenia w inny typ łąki.
Przekształcenia gospodarcze często mają na celu zwiększenie produktywności i poprawę jakości paszowej łąk przez meliorację, nawożenie, częstsze (a także niższe i dokładniejsze, maszynowe) koszenie, co przekształca łąki trzęślicowe w typowe wielokośne łąki gospodarcze, z drugiej zaś strony częste jest porzucanie łąk trzęślicowych, które niekoszone ulegają sukcesji ekologicznej najpierw zmieniając się w ubogie gatunkowo wilgotne łąki, następnie zaś zarastając ziołoroślami (często z gatunkami inwazyjnymi takimi jak nawłoć kanadyjska), zakrzewieniami i lasami.
Ten typ łąk jest uważany za jedno z najbardziej zagrożonych zanikiem zbiorowisk roślinnych Polski i Europy.

### Walory ekologiczne, ochrona gatunkowa i rezerwatowa

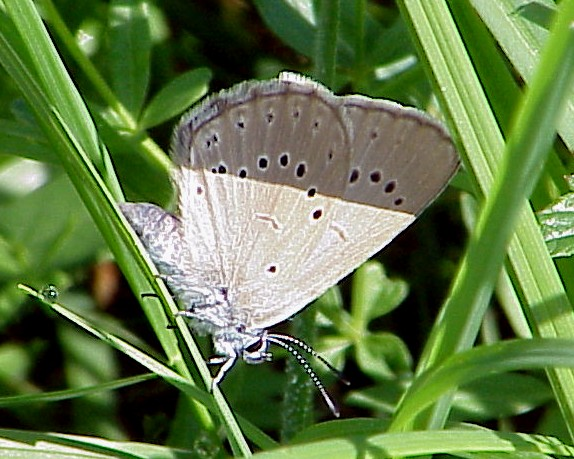
Modraszek telejus – motyl spotykany głównie na łąkach trzęślicowych

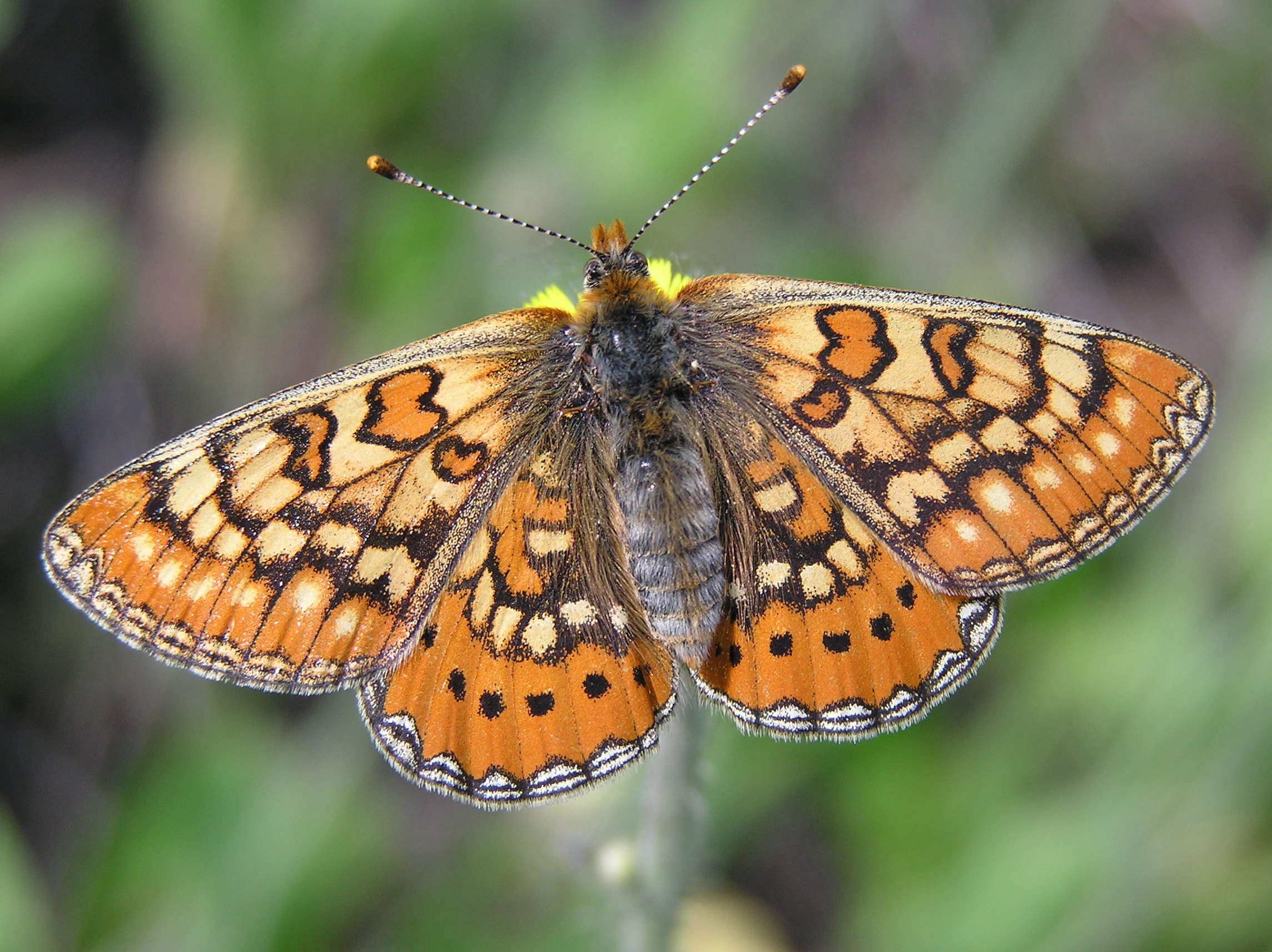
Przeplatka aurinia – jej gąsienice rozwijają się na charakterystycznym dla łąk trzęślicowych czarcikęsie łąkowym

Łąki trzęślicowe są jednymi z najbogatszych florystycznie europejskich zbiorowisk roślinnych. Na kilkuarowych płatach stwierdzane bywa ok. 60 gatunków roślin naczyniowych, a w najbogatszych miejscach różnorodność ta sięga 35 gatunków na metr kwadratowy. Liczne są też mchy, a z paproci występuje nasięźrzał pospolity.
Wśród gatunków roślin łąk trzęślicowych (zarówno wchodzących w skład syntaksonomicznej charakterystycznej kombinacji, jak i spoza niej) wiele jest rzadkich, objętych ochroną gatunkową, w tym na mocy dyrektywy siedliskowej, ujętych na czerwonej liście, np. niektóre storczykowate, goryczkowate, ciborowate.
Łąki te są również miejscem bytowania rzadkich i chronionych gatunków zwierząt, m.in. modraszków, których cykl rozwojowy uzależniony jest od występujących tam gatunków roślin i mrowisk, które są w stanie przetrwać na wysoko koszonych łąkach. Są też miejscem przebywania licznych ptaków.
Wśród gatunków zwierząt i roślin chronionych dyrektywami leżącymi u podstaw systemu Natura 2000 typowe dla łąk trzęślicowych są:
- języczka syberyjska (Ligularia sibirica)
- mieczyk błotny (Gladiolus paluster)
- starodub łąkowy (Ostericum palustre)
- przeplatka aurinia (Euphydryas aurinia)
- czerwończyk nieparek (Lycaena dispar)
- modraszek telejus (Maculinea teleius)
- modraszek nausitous (Maculinea nausithous)
- derkacz (Crex crex)
- bocian biały (Ciconia ciconia)
- żuraw (Grus grus)

Łąki trzęślicowe bywają objęte ochroną rezerwatową. Przykładowo, rezerwatem w dużej mierze pokrytym takim zbiorowiskiem jest Rezerwat przyrody Kalinowa Łąka zajmujący polanę w Lesie Bemowskim pod Warszawą. W razie zaniechania gospodarki łąkarskiej dla zachowania charakteru łąk trzęślicowych konieczna jest ochrona czynna.

### Siedlisko przyrodnicze sieci Natura 2000
Według dyrektywy siedliskowej łąki trzęślicowe są wyróżniane jako typ siedliska przyrodniczego – zmiennowilgotne łąki trzęślicowe (Molinion) (6410), z wyróżnieniem dwóch podtypów odpowiadających zespołom roślinnym: łąki olszewnikowo-trzęślicowe (6410–1) i łąki sitowo-trzęślicowe (6410–2).

### Program rolnośrodowiskowy
W programie rolnośrodowiskowym na okres budżetowy 2007–2013 łąki trzęślicowe są uwzględnione w pakietach 4. (Ochrona zagrożonych gatunków i siedlisk przyrodniczych poza obszarami Natura 2000) i 5. (Ochrona zagrożonych gatunków ptaków i siedlisk przyrodniczych na obszarach Natura 2000) jako użytki zielone – jednokośne łąki zmiennowilgotne, łączone z łąkami selernicowymi w warianty 4.4 i 5.4.
Gospodarowanie zgodne z programem rolnośrodowiskowym ma na celu zachowanie półnaturalnego, tradycyjnego charakteru. Dla gospodarki na użytkach zielonych wspólne wymogi to powstrzymywanie się od wielu zabiegów typowych dla nowoczesnego, intensywnego rolnictwa. Wymogi charakterystyczne dla łąk trzęślicowych i selernicowych dotyczą koszenia, które ma się odbywać w okresie od 15 września do 30 października, na wysokość 5–15 cm, na połowie areału co rok lub na całej powierzchni co dwa lata.